# Mostofa Sarwar Farooki

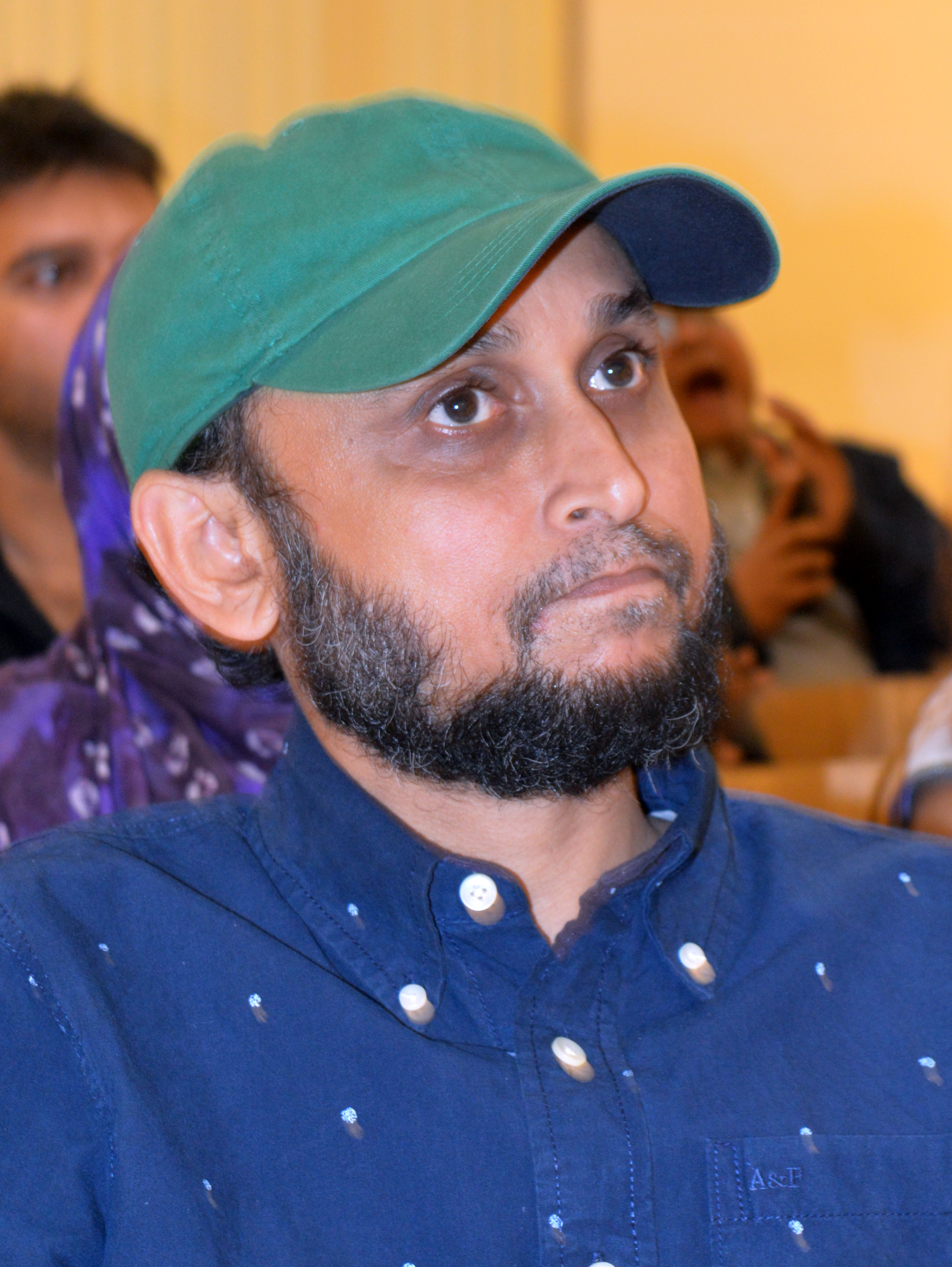
Mostofa Sarwar Farooki bei der Feier zum 15. Geburtstag von Wikipedia im World Literature Center (2016)

Mostofa Sarwar Farooki (bengalisch মোস্তফা সরয়ার ফারুকী Mostaphā Saraẏār Phārukī; * 2. Mai 1973 in Nakhalpara nahe Dhaka in Bangladesh) ist ein bangladeschischer Filmregisseur, Produzent und Drehbuchautor, der bedeutende Beiträge zur international wahrgenommenen bengalischen Kinofilmproduktion geleistet hat. Seine Filme wie zum Beispiel Third Person Singular Number, Television und No Bed of Roses erhielten zahlreiche internationale und nationale Auszeichnungen. So war Third Person Singular Number der bangladeschische Vorschlag für die 83. Oscarverleihung 2011 als bester fremdsprachiger Film, wurde jedoch nicht nominiert.
Am 10. November 2024 wurde er zum Berater des Kulturministeriums der Übergangsregierung Bangladeschs ernannt.
Farooki ist seit 2010 mit der Schauspielerin Nusrat Imrose Tisha (* 1981) verheiratet. Sie haben eine gemeinsame Tochter (* 2022).

## Filmografie (Auswahl)
- 2003: Bachelor
- 2007: Made in Bangladesh
- 2009: Third Person Singular Number
- 2010: Ok, Cut
- 2012: Television
- 2013: Ant Story
- 2017: No Bed of Roses (ডুব Doop)
- 2019: Shonibar Bikel: Saturday Afternoon
- 2019: No Land's Man

## Auszeichnungen
| Jahr | Film                               | Kommentar |
| ---- | ---------------------------------- | --- |
| 2003 | Bachelor                           | - Gewinner in der Kategorie Best Actress beim Bangladesh National Film Award 2004 |
| 2007 | Made in Bangladesh                 | - Gewinner, Special Mention (Bester Film) - Dhaka International Film Festival 2008 |
| 2009 | Third Person Singular Number       | - Gewinner, beste Regie - Dhaka International Film Festival 2010 - Gewinner, Bester Film, Beste Regie, Bester Darsteller und beste Darstellerin - Meril Prothom Alo Awards 2010 - Bangladeshs offizieller Beitrag zu den 83. Academy Awards für den Best Foreign Language Film |
| 2012 | Television                         | - Bangladeshs offizieller Beitrag zur 86. Academy Award foreign language category. - Gewinner des Jury Grand Prize beim Asia Pacific Screen Award 2013. - Gewinner, City of Rome Award (jury) für den besten Asian Feature Film und Audience Award (Best Film) - Asiatica 2013, Rome-Italy. - Gewinner, NETPAC Award - Kolkata Film Festival, 2013 - Gewinner, Preis der spezielen Erwähnung, Muhr AsiaAfrica Dubai International Film Festival 2012. - Gewinner, Golden Hanoman Award - Jogja-NETPAC Asian Film Festival 2013 - Gewinner, Asian Cinema Fund for script development and Post-Production - Busan International Film Festival - Gewinner - Göteborg Film Festival fund 2010 for script development |
| 2013 | Ant Story                          | - Gewinner, beste Regie (Kritikerpreis) - Meril Prothom Alo Awards 2014. |
| 2017 | No Bed of Roses                    | - Gewinner, Dubai film market award - Film Bazar India 2013 - Gewinner, Kommersant Jury Prize - Moscow International Film Festival 2017 - Bangladeshs Beitrag zur 91. Academy Awards foreign language film category. |
| 2019 | Shonibar Bikel: Saturday Afternoon | - Gewinner des Russian Film Critics Jury Prize und Komersant Prize beim Moscow International Film Festival 2019 - Gewinner des NETPAC Award und High School Award beim Vesoul International Film Festival of Asian Cinema 2020 |
| 2019 | No Land's Man                      | - Gewinner, MPA Film Fund, Asia Pacific Screen Awards 2014 - Gewinner, Most Promising Project - Film Bazaar India, 2014 |